# Universidade de Bréscia
A Universidade de Bréscia (em italiano, Università degli Studi di Brescia) é uma instituição de ensino superior localizada na cidade de Bréscia, na Itália, fundada em 1982.

## Departamentos
1. Economia e gestão
2. Lei
3. Engenharia civil, arquitetura, território, meio ambiente e matemática
4. Engenharia da informação
5. Engenharia mecânica e industrial
6. Medicina molecular e translacional
7. Ciências clínicas e experimentais
8. Especialidades médico-cirúrgicas, ciências radiológicas e saúde pública

## Centros Universitários
1. Centro Universitário de Estudo e Pesquisa, Documentação, Informação e Treinamento sobre Drogas (DIFF)
2. Centro para o estudo do tratamento da insuficiência cardíaca (CEST-SC)
3. Centro de diagnóstico e tratamento de hipertensão arterial e risco cardiovascular (IARC)
4. Centro de estudo de imunodeficiências "Mario di Martino"
5. Centro de terapia intensiva de crianças transplantadas "Bruno e Anna Beccaria"
6. Centro de estudo e pesquisa em saúde da mulher "Camillo Golgi"
7. Centro de estudos e pesquisas de bioética
8. Centro Universitário Interdepartamental para Pesquisa em Adaptação e Regeneração de Tecidos e Órgãos (ARTO)
9. Centro de Estudos para o Diagnóstico e Tratamento de Neoplasias Endócrinas e Doenças da Tireóide (NET)
10. Centro Interdepartamental de Pesquisa Universitária para Modelos de Estudo Integrados para Proteção e Prevenção da Saúde em Ambientes de Vida e Trabalho (MISTRAL)
11. Centro de estudo e pesquisa de sismologia aplicada e dinâmica estrutural (CeSiA)